# Coccoloba lasseri
Coccoloba lasseri är en slideväxtart som beskrevs av Cyrus Longworth Lundell. Coccoloba lasseri ingår i släktet Coccoloba och familjen slideväxter. Inga underarter finns listade i Catalogue of Life.